# Hilmar Weilandt
Hilmar Weilandt (ur. 29 września 1966 w Stralsund) – niemiecki piłkarz występujący na pozycji obrońcy.

## Kariera klubowa
Weilandt treningi rozpoczął w zespole BSG KKW Greifswald. Następnie grał w KJS Rostock, a w 1980 roku trafił do juniorów Hansy Rostock. W 1987 roku został włączony do jej pierwszej drużyny, grającej w DDR-Oberlidze. W lidze tej zadebiutował 8 sierpnia 1987 roku w wygranym 3:2 pojedynku z Rot-Weiß Erfurt. 16 kwietnia 1988 roku w zremisowanym 1:1 spotkaniu z FC Karl-Marx-Stadt zdobył pierwszą bramkę w DDR-Oberlidze. W 1991 roku zdobył z zespołem mistrzostwo NRD oraz Puchar NRD.
W tym samym roku, po zjednoczeniu Niemiec, Weilandt wraz z Hansą rozpoczął starty w Bundeslidze. Pierwszy mecz zaliczył w niej 2 listopada 1991 roku przeciwko 1. FC Köln (1:1). W 1992 roku spadł z zespołem do 2. Bundesligi. W 1995 roku wrócił z nim jednak do Bundesligi. 13 października 1995 roku w zremisowanym 3:3 pojedynku z VfB Stuttgart strzelił pierwszego gola w Bundeslidze. Przez 15 lat w barwach Hansy Weilandt rozegrał 365 spotkań i zdobył 17 bramek. W 2002 roku zakończył karierę.

## Kariera reprezentacyjna
W reprezentacji NRD Weilandt zadebiutował 24 stycznia 1990 roku w przegranym 0:3 towarzyskim meczu z Francją. W drużynie narodowej rozegrał łącznie 2 spotkania, oba w 1990 roku.